# Busto di giovane
Il Busto di giovane è un dipinto olio su tela realizzato tra il 1525 e il 1530 da Giovanni Gerolamo Savoldo, ed è conservato nella pinacoteca della Galleria Borghese romana nella Sala dell'Aurora.

## Storia
Il dipinto, di cui non si conoscere la provenienza, è conservato nella pinacoteca romana almeno dal 1790. Nel Novecento l'allora direttrice della pinacoteca Paola della Pergola, aveva riconosciuto nell'opera la citazione risalente proprio al 1790 quando era indicata con il titolo di Testa di pastore opera di Tiziano Vecellio, ipotesi poi scartata. Nuovamente indicata nel 1833 in una disposizione testamentaria come opera di Pier Francesco Mola. Successivamente fu esposta e attribuita al pittore bergamasco Giovan Battista Moroni. Fu lo storico Giovanni Morelli già nel 1876 ad assegnare il lavoro al bresciano Giovanni Gerolamo Savoldo. Assegnazione che fu poi confermata dalla critica.
Malgrado non si conosca quindi, ne la committenza e neppure la provenienza, il soggetto presenta caratteristica collegabili con san Giovanni del Compianto del Cristo morto registrato nel museo berlinese, datato 1537 ma andato perduto. Il dipinto dovrebbe quindi essere un lavoro preparatorio alla raffigurazione del santo evangelista.

## Descrizione e stile
Il dipinto raffigura un giovane uomo a tre quarti da molto vicino che ricorda dall'intensità dello sguardo i dipinti del Giorgione. La considerazione che raffiguri san Giovanni come lavoro preparatorio per la pala della deposizione, non ha conferma se non nel libro aperto che si vede sullo sfondo che potrebbe indicare proprio l'evangelista. Ma questa rimane l'unica considerazione, non sufficiente per intitolare il dipinto. L'opera è rappresentativo dello studio dell'artista alla ricerca di espressività volendo proporre un personaggio poeticamente molto espressivo. Ma particolare cura Salvoldo ha messo nella raffigurazione della camicia con le numerose pieghe, nonché la cura nella mano posta in primo piano che pare voler colunicare il messaggio dell'opera. Savoldo ha raffigurato un uomo che desidera spiegare, e comprendere qualche cosa di importante.
Alcune considerazioni metterebbero in evidenza la probabile mancanza di una parte destra della tela. Sembra infatti apparire un'asta che non avrebbe motivo di esistere se non vi fosse un prosieguo del dipinto.